# Zenkeria
Zenkeria là một chi thực vật có hoa trong họ Hòa thảo (Poaceae).

## Loài
Chi Zenkeria gồm các loài: